# HD 209458
Désignations
V376 Pegasi (en abrégé V376 Peg) est une étoile de la constellation boréale de Pégase. Il s'agit d'une naine (classe de luminosité V) jaune (type spectral G0). Elle est distante de ∼ 158 a.l. (∼ 48,4 pc) de la Terre. Aussi connue comme HD 209458, elle est l'objet primaire  d'un système planétaire dont l'unique objet secondaire connu est la planète HD 209458 b (surnommée Osiris), découverte par l'équipe de David Charbonneau en janvier 2000 par la méthode des transits.

## Système planétaire
| Planète     | Masse          | Demi-grand axe (ua) | Période orbitale (jours)    | Excentricité | Inclinaison | Rayon |
| ----------- | -------------- | ------------------- | --------------------------- | ------------ | ----------- | ----- |
| HD 209458 b | 0,69 ± 0,05 MJ | 0,045               | 3,524 745 41 ± 0,000 000 25 | 0,00         |             |       |